# Topomyia bambusaihole
Topomyia bambusaihole är en tvåvingeart som beskrevs av Dong, Zhou och Zhiming Dong 1997. Topomyia bambusaihole ingår i släktet Topomyia och familjen stickmyggor. Inga underarter finns listade i Catalogue of Life.